# Cenakelkerk (Heilig Landstichting)
De Cenakelkerk is een parochie- en bedevaartskerk te Heilig Landstichting in de Nederlandse gemeente Berg en Dal (provincie Gelderland). De kerk werd gebouwd tussen 1913 en 1915. 
De kerk is een geval apart in de Nederlandse kerkarchitectuur in die zin dat de vormgeving en detaillering geënt zijn op de vroegchristelijke bouwkunst en Byzantijnse stijlen. Daarom worden deze kerk en de andere gebouwen van het Rijksmonument Heilig Land Stichting gezien als een uniek voorbeeld van oriëntalisme in Nederland.
Gedurende de zomermaanden worden in de Cenakelkerk rondleidingen gegeven.

## Beschrijving
De kerk is opvallend wit gepleisterd en heeft twee Byzantijnse torens. De muren aan de binnenzijde daarentegen zijn door Piet Gerrits kleurrijk beschilderd met afbeeldingen van met name gebeurtenissen van de Handelingen van de apostelen, Stefanus en Paulus, waaronder de bekering van Saulus tot christen. Het interieur heeft veel byzantijnse trekken, zoals het mozaïek in de apsis. Ook een aantal andere muren is opgeluisterd met mozaïeken, zoals de Ontslapenis van de Moeder Gods, maar door geldgebrek is dit aantal beperkt. In de halfronde apsis wordt middels een voornamelijk goudkleurig mozaïek een aantal palmen en engelen uitgebeeld. Voor het altaar staat een menora-vormige kandelaar, boven het altaar hangt een houten baldakijn en achter het altaar bevindt zich een klein orgel.
Het koepelgewelf behoort met het dak van de Wiebengahal van Société Céramique in Maastricht tot de eerste schaaldaken in Nederland. De constructie van het betondak is slechts 10 centimeter dik, wat voor de jaren 1910 zeer gewaagd was.
De schilderingen en mozaïeken onder de grote koepel, het gedeelte waar de kerkgangers zitting nemen, is catechetisch van aard, terwijl het priesterkoor volgens Byzantijnse kenmerken is versierd.
De hele kerk kent rondom glas-in-loodramen waaronder drie ramen uit 1982 van de hand van Gerard Mathot.
De kapel met het tabernakel is vanaf het priesterkoor te bereiken middels een kleine doorgang. Ook is deze te bereiken via een trap aan de linkerzijde van het priesterkoor. Het tabernakel heeft twee grote engelen die het lijken te beschermen met aan de achterzijde een afbeelding van Maria. De doopkapel met doopvont bevindt zich ook aan de linkerzijde, vooraan in de kerk met een schildering van Jezus, gedoopt door Johannes de Doper. Het oksaal is opgesierd met een uit 1921 stammend mozaïek van het Laatste Avondmaal.

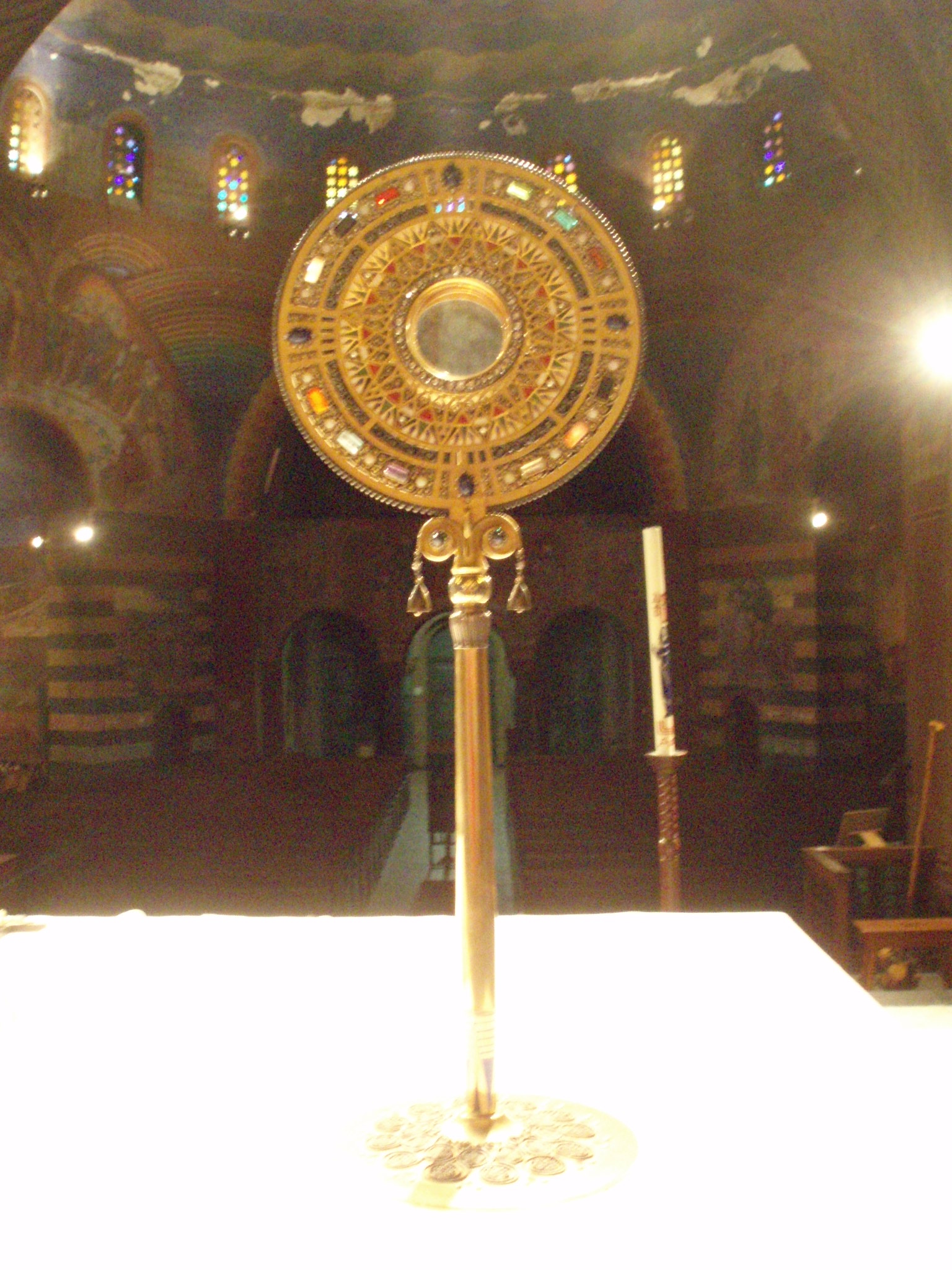
Monstrans in de Cenakelkerk

Piet Gerrits ontwierp speciaal voor deze kerk een monstrans. In de monstrans zijn twaalf kleine steentjes gezet met de namen van de toenmalige elf Nederlandse provincies en de toenmalige kolonie Nederlands-Indië.

### Klokken
De kerk had oorspronkelijk vier luidklokken, de parochieklok Antonius, de pelgrimsklok Jacobus, de Angelusklok Maria en de feestklok Paulus, waarbij de toonhoogtes werden gebaseerd op Edvard Griegs Morgenstimmung. Deze hingen vanaf 1929 in de torens. Drie jaar later volgde de grootste klok, genaamd Margaretha-Maria Alacoque, vernoemd naar de vormgeefster van de devotie aan het Heilig Hart. Deze 1800 kilo zware klok was bedoeld voor de nabijgelegen, nog te bouwen Heilig Hartbasiliek. Reeds in 1936 verhuisde deze klok naar een tijdelijke toren bij de aanbouw van de basiliek. De basiliek werd door geldgebrek niet verder gebouwd dan het atrium en het voorportaal.
Nadat in 1942 de inname van bronzen klokken begon op bevel van de Duitsers, probeerde men de klokken te behouden. Ook de maker van de klokken, Koninklijke Eijsbouts, probeerde de bezetter te overtuigen van muzikale en ambachtelijke bijzonderheden. Het mocht niet baten. Na de oorlog moesten de vijf klokken opnieuw gemaakt worden en werden in 1949 op hun plaats gehangen; dat wil zeggen de vier kleinere klokken gingen naar de Cenakelkerk en de Margaretha-Maria Alacoque werd tot 1970 ter aankondiging van rondleidingen door het park gebruikt. De klok bleek nadien te zwaar van toon en zweeg vanaf 1976, totdat hij vanaf 2004 een plaats kreeg op de nabijgelegen begraafplaats om ter begeleiding een overledene de laatste eer te bewijzen.

## Geschiedenis

### Voorgeschiedenis
De kerk is ontworpen door Jan Stuyt en de decoraties zijn van de hand van Piet Gerrits. In 1903 bezocht het duo het Heilige Land om inspiratie op te doen voor het ontwerp. Jos Margry, Jan Wiebenga en Jules Bilmeyer werkten ook mee aan het ontwerp en de bouw.
De bouw van de kerk was een aanzet tot een groots bedevaartsoord waar het leven van Jezus uitgebeeld zou worden, tegenwoordig het gebied van de Cenakelkerk, de begraafplaats en Museumpark Orientalis. Om de financiering door het Bisdom 's-Hertogenbosch te bewerkstelligen werd de zaal van het Laatste Avondmaal ingericht als parochiekerk. Hoewel de kerk de naam cenakel (eetzaal, namelijk van het Laatste Avondmaal) draagt, is de kerk om financiële redenen gewijd aan de Heilige Antonius. De Rotterdamse effectenhandelaar Grewen, een bekende van architect Margry, was een vereerder van deze heilige en besteedde veel geld aan kerken toegewijd aan Sint Antonius.

### Bouw
Op 30 mei 1913 werd in het Groesbeekse gebied De Meerwijk de eerste steen gelegd door Waalwijkse priester Arnold Suys.
Jan Wiebenga berekende de betonnen constructie voor het koepelgewelf.

### Restauratie
In december 2010 werd een ingrijpende restauratie voltooid. Op zondag 27 februari 2011, een eeuw na de datering van de stichtingsakte, vond in de kerk een viering plaats speciaal ter gelegenheid hiervan.

## Afbeeldingen

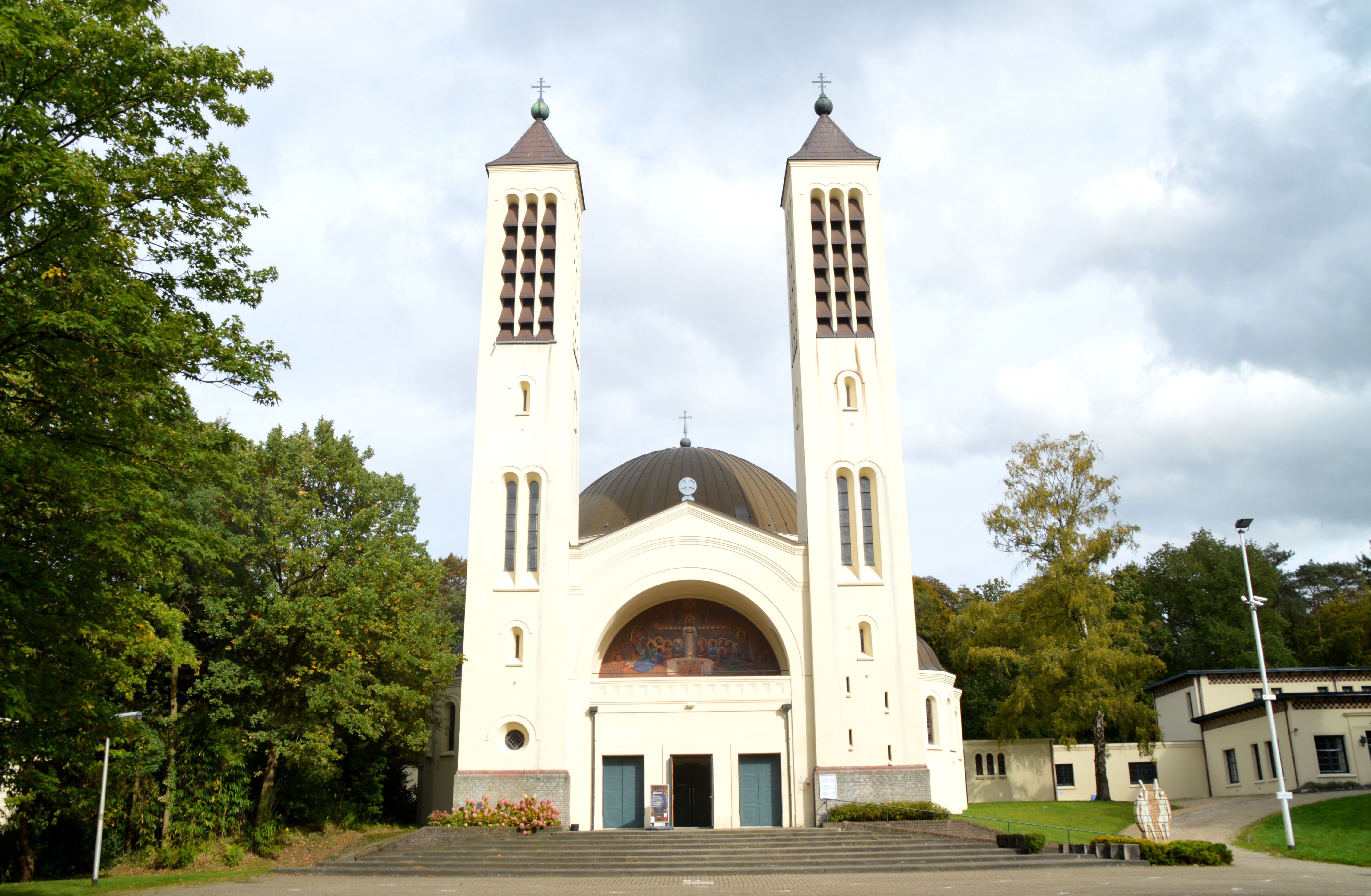
Vooraanzicht
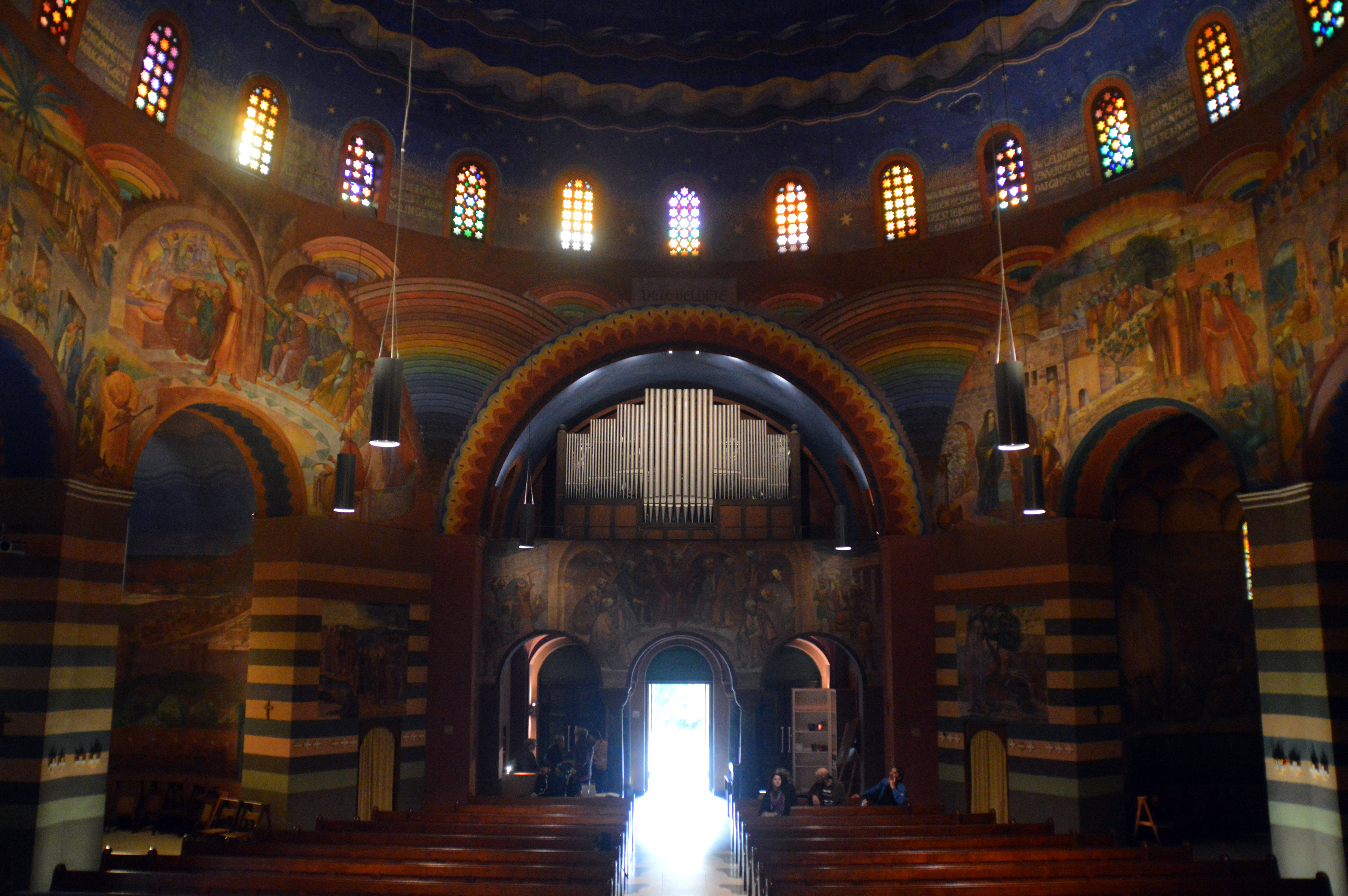
Interieur
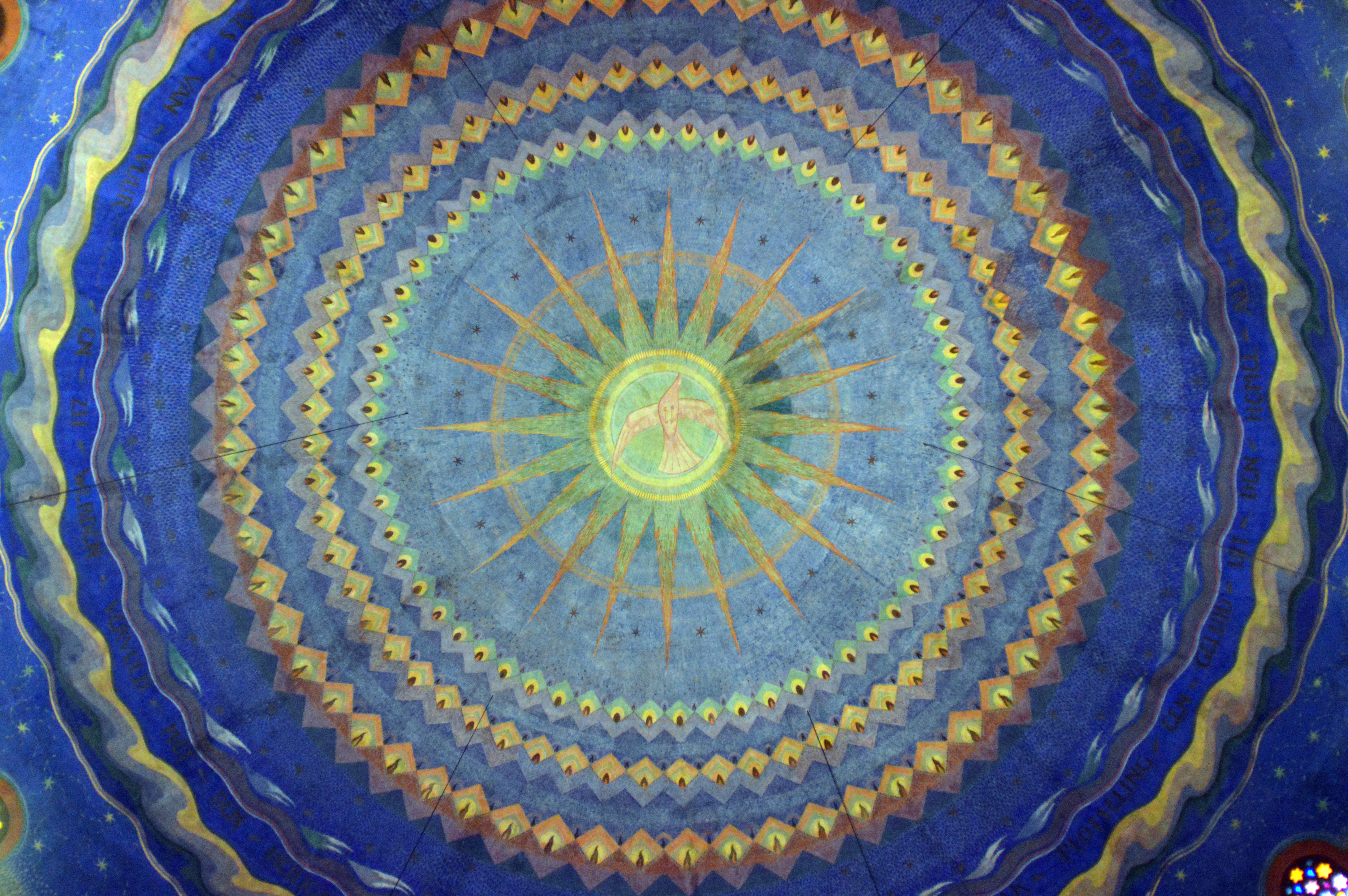
Koepel
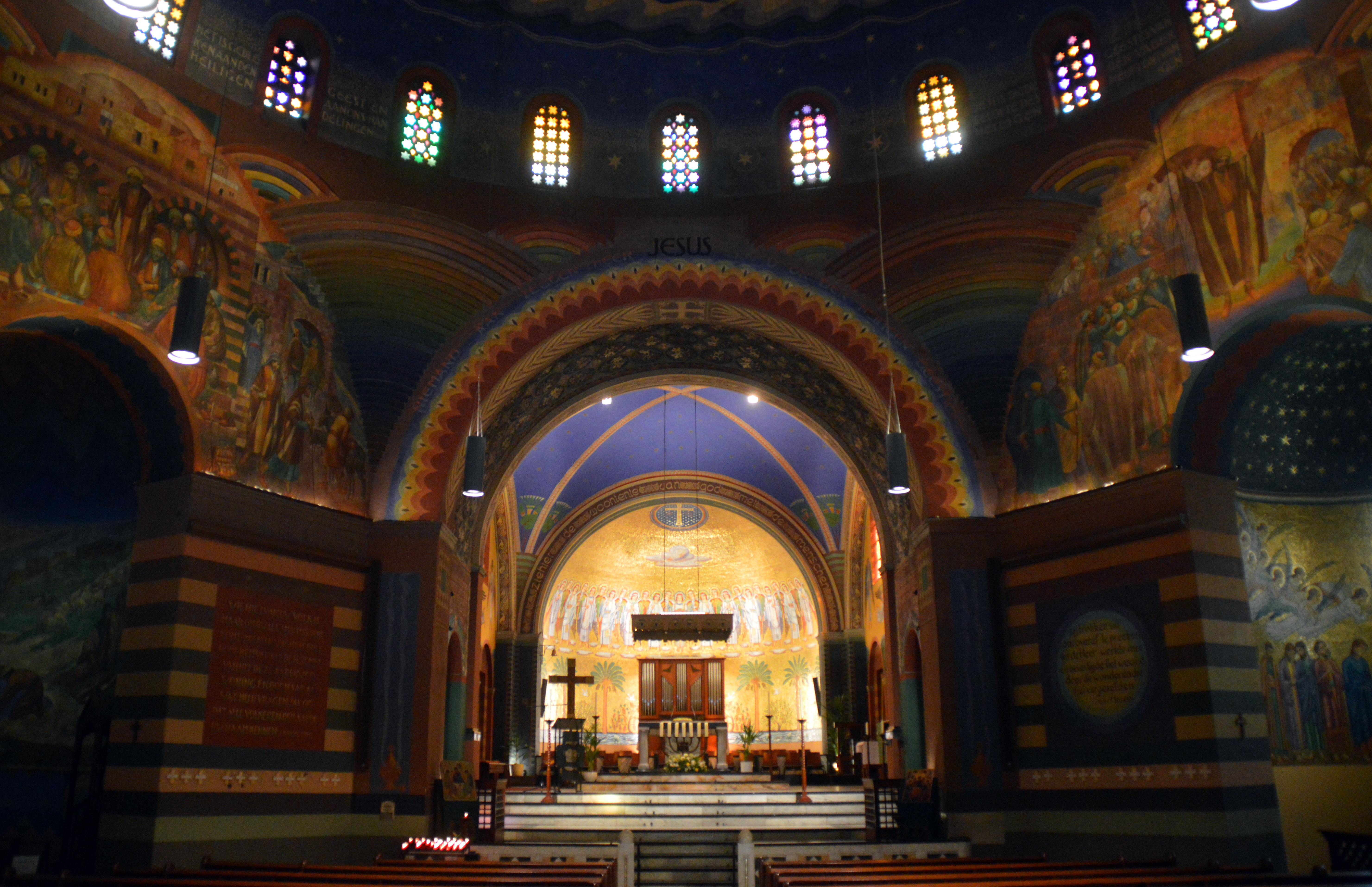
Het altaar met apsis